# Costado
En náutica, el costado es cada uno de los lados que forman el casco del buque de popa a proa y desde la línea de agua hasta la borda. (fr. Côté; ing. Side; it. Costado).

## Tipos
- Costado falso (Banda falsa): es el costado que en algunos buques suele salir más débil o ligero, ya por la mayor sequedad de las maderas, ya por otras causas en cuyo caso es defecto habitual o esencial en el mismo buque.
- Costado de barlovento y de sotavento: En la embarcación que va a la quilla, el costado de barlovento es el opuesto a aquel sobre el que cae.
- Costado de preferencia: es el de la banda de estribor, donde se coloca la escala real o la ordinaria para los oficiales de guerra y mayores y para las personas de distinción que puedan accidentalmente visitar el buque, en el cual los unos y las otras entran y salen por el portalón de este costado a diferencia de las demás clases que se embarcan y desembarcan por el de babor y ordinariamente por una escala de simples tojinos.[1]

## Expresiones relacionadas
- Dar el costado: hacer tumbar el buque sobre un costado para que el opuesto se descubra hasta la quilla, a liu de recorrerlo, carenarlo, etc.
- Dar, presentar, prolongar el costado: situar el buque con el costado paralelo al objeto de que se trata o perpendicular a la dirección en que demora para dispararle una andanada o con otra idea cualquiera.
- Andar, navegar de costado: lo mismo que ir de través, irse a la ronza, romear.
- Mudar de costado: lo mismo que cambiar la amura o de amura.
- Bañar los costados: regarlos con el agua del mar para lavarlos y refrescarlos.
- Mostrar el costado al viento: lo mismo que orzar, ya para capear o ya para navegar. Se usaba de esta frase, hablando del viento de travesía furioso que era preciso correr porque no se le podía mostrar el costado.
- Costado o costado o costado con costado: lo mismo que bordo con bordo o lado a lado.
- Al costado: adv. de lugar que indica la proximidad o contacto de algún objeto con la parte exterior del costado del buque.